# Karwijselie
Karwijselie of lichtblauwe peterselie (Selinum carvifolia) is een tweejarige plant, die behoort tot de schermbloemenfamilie (Umbelliferae of Apiaceae). 
Het aroma van de plant komt overeen met peterselie. De plant lijkt op karwij. Het is een plant van natte, matig voedselrijke grond in loofbossen en in grasland. De plant komt van nature voor in Eurazië en is in Noord-Amerika geïntroduceerd. Ze staat op de Nederlandse Rode Lijst van planten als zeer zeldzaam en sterk afgenomen. Deze plant is in Nederland wettelijk beschermd sinds 1 januari 2017 door de Wet Natuurbescherming. Ook wordt de plant in de siertuin gebruikt.
De plant wordt 30-90 cm hoog en heeft een gevleugelde en kantige stengel. De onderste bladeren zijn drievoudig en de bovenste dubbelgeveerd.
Karwijselie bloeit in juli en augustus. De bloeischermen bestaan uit vijftien tot twintig stralen met veel omwindselblaadjes. De omwindselbladen ontbreken meestal. De bloempjes zijn in het begin lichtrood en verkleuren later naar wit.
De vrucht is een tweedelige splitvrucht. De 3-4 mm lange vruchten zijn op de rugzijde gezien rond. De rugzijde van de deelvruchtjes is sterk afgeplat. De middelste ribben van de deelvrucht zijn smal en de zijdelingse breed gevleugeld.
Karwijselie heeft 2n = 22 chromosomen.
Karwijselie is een waardplant voor de zwartvlekdwergspanner (Eupithecia centaureata) en de bladmineerder Phytomyza mylini.

## Plantengemeenschap
Karwijselie is een indicatorsoort voor het vochtig schraalgrasland (hm), een karteringseenheid in de Biologische Waarderingskaart (BWK) van Vlaanderen en het Brussels Hoofdstedelijk Gewest.

## Namen in andere talen
- Duits: Kümmelblättrige Silge
- Engels: Cambridge milk-parsley
- Frans: Sélin